# Иван Точко
Иван Климентов Точко (на македонска литературна норма: Иван Точко) е писател, журналист и драматург от Социалистическа Република Македония.

## Биография
Роден е в 1914 година в Охрид в семейството на Климент Спиров Точков (1860 - 1934) и Аспасия Якимова Бояджиева (1875 - 1954), сестра на Климент Бояджиев и Владимир Бояджиев. Учи в родния си град и Битоля. Завършва Юридическия факултет на Белградския университет и Театралната академия в София. Работи като журналист в „Нова Македония“, в Радио Скопие и като редактор на списанието „Македония“. Член е на Дружество на писателите на Македония.
След Резолюцията на Информбюро е арестуван и затворен на Голи Оток.

## Творчество
- Бојана (разкази, 1953)
- Акорди (разкази, 1956)
- Прстен (разкази, 1959)
- Раскази (1962)
- Вино за душите (новелети, 1968)
- Премиера (разкази, 1970)
- Грев (лирични миниатюри, 1971)
- Плуто (драма, 1972)
- Охридска трилогија (три драматични текста – Под Акропол, Робинка и Плуто, 1974))[1]